# Arhitektura u 1790.
◄◄ | ◄ | 1787. | 1788. | 1789. | 1790.  | 1791. | 1792. | 1793. | ► | ►►
Arhitektura • Astronomija • Biologija • Glazba • Kazalište • Kemija • Kiparstvo • Knjige • Književnost • Kršćanstvo • Medicina • Politika • Pravo • Promet • Slikarstvo • Šport • Znanost
Arhitektura u 1790.

## Hrvatska i u Hrvata

### Zgrade i druge građevine
- Crkva sv. arkanđela Gabriela u Bršadinu, završetak gradnje
- Crkva sv. Nikole u Rijeci, završetak gradnje

## Vanjske poveznice
|  | Zajednički poslužitelj ima još gradiva o temi Arhitektura u 1790-im |